# Bonne (Drac)
Die Bonne ist ein Gebirgsfluss in Frankreich, der im Département Isère in der Region Auvergne-Rhône-Alpes verläuft. Sie entspringt im Nationalpark Écrins dem Gletscher Glacier de Font Turbat, an der Südostflanke des Gipfels des Olan (3373 m), im Gemeindegebiet von Valjouffrey. Der Fluss entwässert generell in westlicher Richtung durch die Talschaft des Valjouffrey, später die des Valbonnais und mündet nach rund 40 Kilometern an der Gemeindegrenze von Ponsonnas und Saint-Pierre-de-Méaroz als rechter Nebenfluss in den Drac.

## Hydrologie
Unterhalb von La Chapelle en Valjouffrey wird dem Fluss Wasser entnommen und in den Canal du Beaumont abgezweigt.
Dieser Bewässerungskanal verbindet die Talschaft des Valbonnais mit der von Beaumont, welche weiter südlich in einer sehr schlecht bewässerten Zone liegt und darüber hinaus voll nach Süden ausgerichtet ist. Da das Valbonnais im Gegensatz dazu durch die reiche Wasserführung der Bonne sehr gut versorgt ist, wurde der Kanal in der 1. Hälfte des 19. Jahrhunderts geplant und errichtet; die Eröffnung erfolgte 1873. Er ist heute noch immer in Betrieb und entlang seiner Strecke führt ein touristischer Weg für Wanderer und Radfahrer.

## Orte am Fluss
- Le Désert en Valjouffrey, Gemeinde Valjouffrey
- La Chalp, Gemeinde Valjouffrey
- La Chapelle en Valjouffrey, Gemeinde Valjouffrey
- Entraigues
- Valbonnais
- Siévoz

## Sehenswürdigkeiten
- Pont des Fayettes, Holzbrücke mit Dach im Verlauf der D526, im Gemeindegebiet von Valbonne.
- Bonne-Viadukt, in den 1920er-Jahren errichtetes Eisenbahnviadukt, dient heute dem Straßenverkehr und verbindet die D26 mit der D526 (gekrümmter Verlauf, 7 Bögen, 180 m Länge, 55 m Höhe).
- Natura 2000-Schutzgebiet im Oberlauf nördlich des Flusses ist unter der Nummer FR8201751 registriert.